# Reymersholms IK
Reymersholms IK är en idrottsförening på Södermalm i Stockholm och kallas populärt för "Reymers". Klubben bildades 1 september 1899 och tog sitt namn efter Reimersholme. Klubben har haft elitverksamhet i flera olika lagsporter men idag bedriver den enbart fotbollsverksamhet och har representationslag för både herrar och damer i Division 3.
Reymersholms IK:s hemmaarenor är Zinkensdamms IP och Tanto BP på Södermalm. Publikrekordet på Zinkensdamms IP sattes 1941 då 11 543 officiella åskådare såg den allsvenska kvalmatchen mellan Reymersholms IK och IFK Eskilstuna (3-0). Lagets officiellt näst största publik på "Zinken" var en match mot Hammarby 1943 (1-1) som åsågs av 6 555 betalande åskådare. När klubbarna möttes 1937 (1-3) betalade 6 477 biljetten; tusentals plankade och var även fullt med folk uppe på taken på Krukmakargatan för att se Hammarby säkra seriesegern. I allsvenskan spelade dock klubben samtliga matcher på Råsunda fotbollsstadion. Klubbens högsta allsvenska publiksiffra är 10 573 mot Helsingborgs IF (0-3) 19 april 1942. 

## Historik
Klubben var från 1920-talet till 1940-talet framgångsrik i bandy, fotboll och ishockey. Lagets tidiga publikrekord sattes på en fotbollsmatch på Långholmen inför 2000 åskådare mot Hammarby (2-3) 1926 i april.
Herrlaget har gjort en säsong i Allsvenskan, säsongen 1941/1942. Numera spelar klubbens herrlag i Division 3.
Bandylaget har spelat 9 säsonger i Sveriges högsta serie. Den första säsongen 1935/1936, den senaste säsongen 1947/1948.
Ishockeylaget spelade i Sveriges högsta division på 1930-talet och 1940-talet.
Lagets främsta profil Hilding "Moggli" Gustafsson representerade klubben inom samtliga sporter under storhetstiden och var också landslagsman i fotboll, bandy och ishockey.

## Ungdomsverksamhet
Reymersholms IK är idag en av Södermalms största föreningar för ungdomsidrott och har ca. 1 600 aktiva medlemmar och ca 60 ungdomslag i seriespel.
Föreningens motto är "så många som möjligt, så länge som möjligt" och strävar att erbjuda både bredd och toppverksamhet för barn och ungdomar.

### Fotnoter
1. ↑  Martin Alsiö (25 februari 2004). ”De allsvenska klubbarnas födelsedagar”. Bolletinen. http://www.bolletinen.se/sfs/allsvenskan/grundades.pdf. Läst 10 oktober 2011.
2. ↑  http://www.jimmywidegren.com/svenskafotbollsklubbar/?sida=artikel&id=1922
3. ↑  https://www.allsvenskan.se/tabell/arkiv-19411942/